# Seth Carlo Chandler
Pour les articles homonymes, voir Chandler.
Seth Carlo Chandler, Jr. (Boston, 16 septembre 1846 – Wellesley Hills, 31 décembre 1913) est un astronome américain.
Il naît à Boston dans le Massachusetts. Durant sa dernière année d'étude il effectue du calcul pour Benjamin Peirce du Harvard College Observatory.
Une fois diplômé, il devient assistant de Benjamin Apthorp Gould, alors directeur du département des longitudes, un programme de l'U.S. Coast and Geodetic Survey de levé géodésique. Quand Gould le quitte pour devenir directeur de l'observatoire national d'Argentine, Chandler devient actuaire mais continue de travailler dans l'astronomie en tant qu'amateur associé avec l'observatoire d'Harvard.
On se souvient de Chandler principalement pour ses recherches sur ce qu'on appelle de nos jours le mouvement de Chandler, une variation de la position du pôle terrestre de quelques mètres, d'une période d'environ 433 jours. Ses recherches sur ce sujet se poursuivent pendant plus de trente ans.
Chandler a aussi contribué à d'autres domaines de l'astronomie, entre autres les étoiles variables. Il a découvert indépendamment la nova T Coronae Borealis et effectué une détermination plus précise de la constante d'aberration. Il calcule aussi les paramètres orbitaux de quelques comètes et astéroïdes
Chandler est récompensé par la médaille d'or de la Royal Astronomical Society en 1896 et la médaille James-Craig-Watson en 1894. Il existe aussi un cratère sur la Lune portant son nom.

## Référence
- Latitude, How American Astronomers Solved the Mystery of Variation par Bill Carter et Merri Sue Carter, Naval Institute Press, Annapolis, MD., 2002.